# Foios (Sabugal)
Foios (pré-AO 1990: Fóios) é uma povoação portuguesa sede da Freguesia de Foios do Município de Sabugal, freguesia com 24,25 km² de área e 310 habitantes (censo de 2021) tendo, por isso, uma densidade populacional de 12,8 hab./km²
O seu nome provém das armadilhas que antigamente se utilizavam para caçar lobos, a que chamavam de fóios (crendo-se que se escrevia fojos).

## Demografia
A população registada nos censos foi:
| Distribuição da População por Grupos Etários | Distribuição da População por Grupos Etários | Distribuição da População por Grupos Etários | Distribuição da População por Grupos Etários | Distribuição da População por Grupos Etários |
| -------------------------------------------- | -------------------------------------------- | -------------------------------------------- | -------------------------------------------- | -------------------------------------------- |
| Ano                                          | 0-14 Anos                                    | 15-24 Anos                                   | 25-64 Anos                                   | > 65 Anos                                    |
| 2001                                         | 23                                           | 34                                           | 171                                          | 182                                          |
| 2011                                         | 14                                           | 16                                           | 127                                          | 205                                          |
| 2021                                         | 19                                           | 12                                           | 120                                          | 159                                          |

## Património
- Igreja Matriz (Igreja paroquial de São Pedro)
- Campanário
- Chafarizes
- Alminhas/nichos
- Forno Comunitário
- Cruzeiro
- Museu rural
- Vestígios arqueológicos
- Praia fluvial do rio Côa

## Festas e capeias
- Festas do Santíssimo Sacramento - 3.º domingo de agosto
- Festas de São Pedro - No dia seguinte ao do Santíssimo Sacramento (segunda-feira)
- Capeia Arraiana - Na terça-feira a seguir ao 3.º domingo de agosto